# Constituição espanhola de 1931

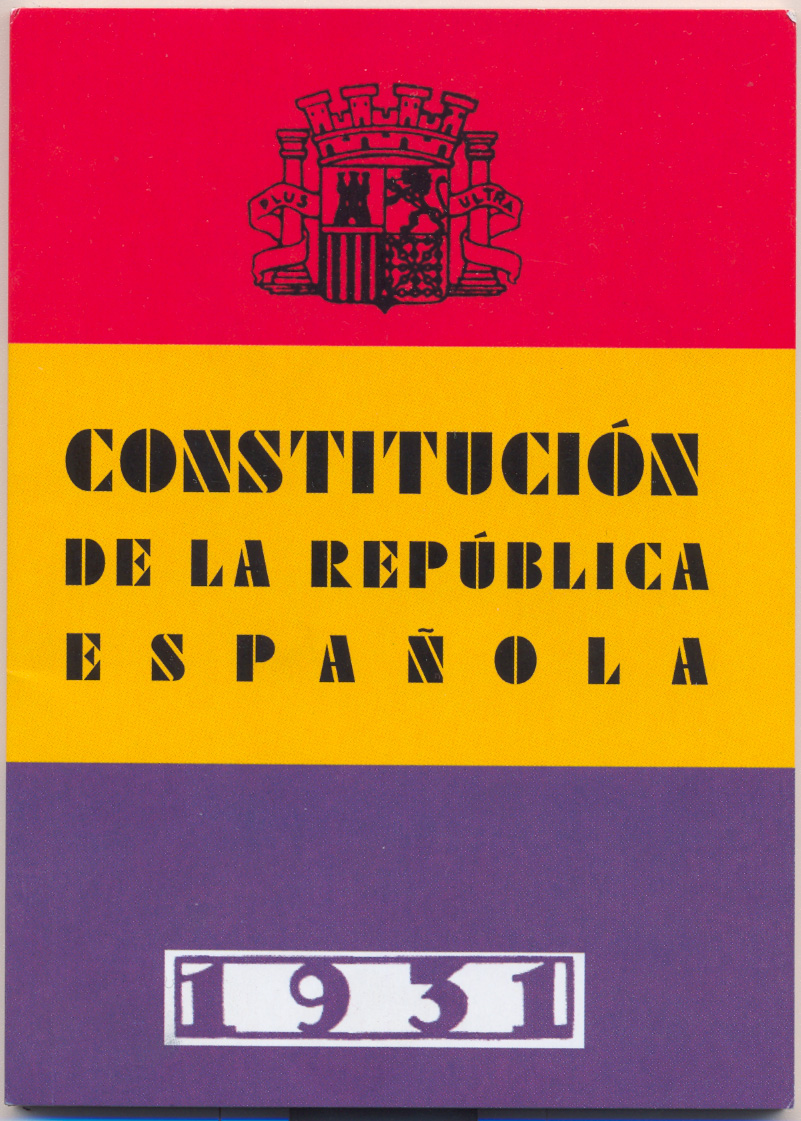
Capa do documento original da Constituição de 1931.

A Constituição Espanhola de 1931 foi aprovada a 9 de Dezembro de 1931 pelas Cortes Constituyentes após as eleições desse ano que originaram a proclamação da Segunda República Espanhola. Esteve em vigor até o final da Guerra Civil Espanhola em 1939. A República espanhola no exílio continuou reconhecendo a sua vigência até 1977, quando o processo político da chamada Transição Espanhola permitiu a redação de uma nova Constituição democrática. 
A constituição organizava-se em 9 capítulos (125 artigos ao todo) e duas disposições transitórias.

## Antecedentes
Com a proclamação da II República em 14 de abril de 1931 foram convocadas eleições a Cortes Constituintes em 28 de junho. Uma das suas primeiras tarefas foi confirmar como presidente a Niceto Alcalá Zamora e o seu gabinete. Uma vez aprovada, as Cortes escolheram o Presidente da República, sendo eleito Alcalá Zamora em 12 de dezembro.
Após a instauração do Governo provisório sob a presidência de Niceto Alcalá Zamora por Decreto de 6 de maio de 1931 for criada  uma Comissão Jurídica Assessora dependente do Ministério de Justiça com a encomenda de elaborar um anteprojeto de Constituição. Foi presidida por Ángel Ossorio y Gallardo  com Fernando de los Ríos e outros “homens de centro”, situação que determinou importantes diferenças com o poder socialista-radical e “a sua visão” da República. A Comissão debateu a respeito de se devia ser estabelecido um regime bicameral ou unicameral, frente dos "inconvenientes de uma Câmara popular sem freio" e de acordo à realidade bicameral "da imensa maioria dos países" democráticos.

## Garantias e direitos constitucionais
O título III Direitos e deveres dos espanhóis, subdividido em liberdades e direitos individuais (Capítulo I: Garantias individuais e políticas) e sociais (Capítulo II: Família, economia e cultura), reconhecia a liberdade religiosa, de expressão, reunião, associação e petição (direito de toda pessoa a dirigir uma petição ao governo), o direito de livre residência e de circulação e de escolha de profissão, inviolabilidade do domicílio e da correspondência, igualdade frente da justiça, proteção da família, direito ao divórcio, direito ao trabalho, direitos à cultura e ao ensino, artigos sobre a relação entre Igreja Católica e Estado. Pelo outro lado, tudo privilégio de classe social e de riqueza ficava suprimido, o que equivalia a anular a nobreza como entidade jurídica. Admitia-se também a possibilidade de socialização da propriedade e dos principais serviços públicos, embora os projetos de nacionalização da terra, das minas, dos bancos e das ferrovias nunca foram efetuados.

## Estrutura do Estado
Espanha era definida como "uma República democrática de trabalhadores de toda classe, que se organiza em regime de Liberdade e Justiça". Fazia compatível a unidade do Estado e a autonomia dos municípios e regiões. Renunciava ao uso da guerra como instrumento político. O sufrágio é universal para homens e mulheres maiores de 23 anos conforme às leis. 
O poder legislativo reside nas Cortes, constituídas por uma assembleia unicameral chamada Congresso dos Deputados, eleita diretamente. O seu mandato é de quatro anos reelegíveis indefinidamente e reuniram-se ordinariamente entre fevereiro-abril e outubro-novembro, e extraordinariamente a pedido do Presidente da República. Tinha a iniciativa das leis com o Governo. Podia delegar no Governo a capacidade de legislar por decreto sobre matérias autorizadas. O Congresso elegia uma Deputação Permanente de Cortes, composta por 21 representantes das facções políticas em proporção às cadeiras que cada uma delas tinha nas Cortes. Estava encarregue de conhecer os casos de suspensão das garantias constitucionais, os decretos-leis, a detenção e o processamento dos deputados. O Governo contaria com o apoio das Cortes e podia formular um voto de censura.
Estabelecia o mecanismo do referendum popular. Devia ser formalizado por cerca de 15% do corpo eleitoral e não podia ser referido a tratados internacionais, leis tributárias ou estatutos regionais.
O Poder executivo estava pelo Presidente da República, como Chefe de Estado. O Presidente tinha um mandato de seis anos, sem reeleição até ter transcorrido um período de seis anos após abandonar o seu mandato. A sua escolha era efetuada pelas Cortes junto a um número de compromissários igual ao de deputados, eleitos por sufrágio universal.
Era competência do presidente da República nomear o presidente do Governo e, por sugestão deste, os ministros. Declarar a guerra prévia autorização das Cortes, assinar e negociar os tratados internacionais, autorizar os decretos referendados pelo ministro correspondente, ordenar medidas urgentes. Ditar por decreto, prévio acordo unânime do Governo e a aprovação da Deputação Permanente, as medidas de urgência ou quando o demandasse a defesa da República. Tinha veto suspensivo, o qual podia ser revogado por dois terços das Cortes. Podia dissolver as Cortes até duas vezes como máximo durante o seu mandato. As Cortes podiam destituir o Presidente com três quintos dos votos.
O Governo estava formado pelo Presidente do Conselho de Ministros  e pelos ministros. Pertencia-lhe a direção superior do Estado e dos serviços públicos. O Conselho podia elaborar projetos de lei, ditar os decretos, exercer a potestade regulamentar e deliberar sobre assuntos de interesse público geral.
O poder judiciário está pelo Tribunal Supremo  e pelas cortes subordinadas a este. Criava-se um Tribunal de Garantias Constitucionais com a competência de resolver principalmente a inconstitucionalidade das leis, os recursos de amparo e os conflitos de competência legislativa.
A Constituição podia ser reformada por sugestão do Governo ou de uma quarta parte dos membros das Cortes. Uma vez aprovada a reforma, por maioria absoluta (provisoriamente para os quatro primeiros anos de vigência da Constituição requeriam-se dois terços dos deputados), procedia-se à escolha de uma Assembleia Constituinte que decidiria sobre a proposta e posteriormente agiriam como Cortes ordinárias.

## Organização territorial
O Estado  ficava organizado em municípios, agrupados em províncias. As províncias podiam organizar-se em regiões autônomas. Para constituir uma região autônoma requeria-se que fosse proposto pela maioria dos seus municípios ou que representassem dois terços do censo eleitoral; posteriormente devia ser aprovado por dois terços dos eleitores da região e que finalmente o aprovassem as Cortes com o Estatuto proposto. Sob este procedimento ficaram constituídas como regiões autônomas a Catalunha (1932) e o País Basco (1936). Na Galiza foi aceite a proposta por plebiscito em 1936, mas a sua ratificação pelas Cortes ficou interrompida pelo começo da Guerra Civil.

## Críticas à Constituição de 1931
- "Constituição lamentável, sem pés nem cabeça, nem o resto de matéria orgânica que costuma haver entre pés e cabeça", segundo declarou José Ortega y Gasset.[3]
- Miguel de Unamuno: "Constituição urdida, não por choque e entrecruze de doutrinas diversas, mas por interesses de partidos, ou melhor de clientelas políticas submetidas a uma disciplina… Assim se forja, claro não mais que no papel, um Código de compromisso cheio, não de contradições íntimas (...), mas de ambiguidades sem verdadeiro conteúdo. Assim se chega ao engano".[4]